# غوس جارديللا
غوس جارديللا (بالإنجليزية: Gus Gardella) هو لاعب كرة قدم أمريكية أمريكي، ولد في 22 يوليو 1895، وتوفي في 26 ديسمبر 1974.